# Jeholornis prima
Jeholornis prima, também conhecido como Shenzhouraptor sinensis, é uma espécie fóssil de ave primitiva que viveu no Cretácico inferior, na actual China.
O seu posicionamento taxonómico bem como o próprio nome, ainda se encontram em discussão. Oficialmente, faz parte do gênero Jeholornis.
Diversos fósseis da espécie foram encontrados preservados na China.